# Tel Quel (revue)
Ne pas confondre avec l'hebdomadaire marocain Telquel.
Pour les articles homonymes, voir Tel-quel.
Tel Quel est une revue de littérature française d'avant-garde, fondée en 1960 à Paris aux Éditions du Seuil par plusieurs jeunes auteurs réunis autour de Jean-Edern Hallier et Philippe Sollers. La revue avait pour objectif de refléter la réévaluation par l'avant-garde des classiques de l'histoire de la littérature. En dépit de son orientation littéraire, les positions de la revue sont très caractéristiques des mouvements d'idées des années 1960 et 1970, notamment le maoïsme affiché de certains de ses membres.

## Histoire
L'idée de fonder la revue Tel Quel est née, selon Philippe Sollers lui-même, lors d'un cocktail organisé en septembre 1958 par les Éditions du Seuil au bar de l'Hôtel Pont Royal. L'auteur d'Une curieuse solitude sympathise avec Jean-Edern Hallier et avec son ami Pierre-André Boutang, et, en fin de soirée, le trio décide de se lancer dans une entreprise littéraire commune. Dès la fin de l'année 1958, de nombreuses réunions préparatoires se tiennent, en particulier dans la propriété des parents d'Hallier, à Amblincourt, où se retrouvent entre autres Alain Robbe-Grillet, Jean-Loup Dabadie, Jacques Coudol ; l'ambition est de fonder une revue aussi prestigieuse que La Nouvelle Revue française, et de se rapprocher des courants littéraires émergents, les nouvelles voix, publiées notamment par les éditions de Minuit. Ils manifestent aussi un grand intérêt pour la littérature britannique d'avant guerre et la philosophie.
Le 24 janvier 1960, le contrat est signé entre Paul Flamand, responsable du Seuil, et Jean-Edern Hallier, nommé directeur-gérant.

Le nom de cette revue est emprunté à un aphorisme de Nietzsche : 

« Je veux le monde et le veux TEL QUEL, et le veux encore… le veux éternellement, et je crie insatiablement : bis ! et non seulement pour moi seul, mais pour toute la pièce et pour tout le spectacle ; et non pour tout le spectacle seul, mais au fond pour moi, parce que le spectacle m'est nécessaire parce que je lui suis nécessaire et parce que je le rends nécessaire. »

Cette citation est placée en tête du numéro un puis, pendant les dix années suivantes, chaque numéro débute par une citation contenant l'expression « tel quel ».
Le comité de rédaction initial, fondé en janvier 1960, comprend Philippe Sollers, Jean-Edern Hallier, Jean-René Huguenin, Jacques Coudol, Renaud Matignon, et Fernand du Boisrouvray (1934-1996). Entre quelques évictions et départs, entrèrent par la suite au comité d'abord Jean Thibaudeau, puis Jean Ricardou, Michel Deguy, Marcelin Pleynet, Denis Roche, Jean-Louis Baudry, Jean-Pierre Faye, Jacqueline Risset, Julia Kristeva (en septembre 1971), le germaniste Michel Maxence et l'urbaniste Gislhaine Meffre. Au bout de quelque temps, la presse parle du « groupe Tel Quel » pour qualifier les membres fondateurs encore actifs de cette revue. Hallier sera exclu en février 1963, Coudol partira au mois de mars suivant. En novembre 1967, Faye quitte la revue pour s'en aller fonder Change.
Le premier numéro est daté printemps 1960 et comporte 100 pages. Il propose en son sommaire Francis Ponge, Claude Simon, Jean Cayrol, Jean Lagrolet, Boisrouvray, Sollers, Virginia Woolf, Coudol, Huguenin, Hallier, Thibaudeau, Matignon, ainsi que des réponses à la question « Pensez-vous avoir un don d'écrivain ? ». Ponge est considéré comme le père tutélaire de la revue, ainsi que Cayrol, mais dans une moindre mesure.
Jean-René Huguenin et Renaud Matignon sont évincés de la revue le samedi 2 juillet 1960, à la suite de la lecture du roman de Jean-René Huguenin La Côte sauvage par Philippe Sollers.
Les Éditions du Seuil lancent en 1963, trois ans après la création de la revue, la « Collection “Tel Quel” », collection d'essais à couverture ornée d'une bordure havane, dont la direction est confiée à Philippe Sollers uniquement. En vingt ans d'existence, 73 ouvrages de 32 auteurs différents y sont publiés.
La revue se politise à partir de 1966, en publiant des critiques virulentes contre l'intervention américaine au Viet Nam.
Parmi les contributeurs, qui livrent des travaux généralement inédits, on note au cours de ces années les noms de Roland Barthes, Georges Bataille, James Joyce, Nathalie Sarraute, Jacques Derrida, Michel Foucault (qui encense la revue en 1963), Bernard-Henri Lévy, Maurice Roche, Tzvetan Todorov, Francis Ponge, Umberto Eco, Gérard Genette, Pierre Boulez, Jean-Luc Godard, Philippe Muray, Stephen Jourdain, Pierre Guyotat.
La publication s'est interrompue en 1982 après 94 livraisons. Les Éditions du Seuil ayant refusé de céder le titre, la revue qui a déménagé aux Éditions Denoël doit changer de nom pour reparaître sous le titre L'Infini en hiver 1983 (et aux Éditions Gallimard à partir de 1987).

## Orientations politiques
Tel Quel se veut au début une revue apolitique. Les inclusions et exclusions du comité de direction se font à l'unanimité. Les deux premières évictions n'ont rien de politique : Jean-René Huguenin est congédié fin mai 1960 car personne au sein du comité n'aime son premier roman, qui doit paraître au Seuil en août, La Côte sauvage : sur ce point, Jean-Edern Hallier et Renaud Matignon se sont toutefois montrés par trop réservés. Matignon est exclu temporairement quelques semaines après (il l'est définitivement début 1963) ; quant à Hallier, il quitte la revue de son propre chef, en février 1963, pour aller travailler avec Dominique de Roux. L'événement politique de l'époque qui rassemble le groupe est bien entendu la guerre d'indépendance algérienne, certains de ces jeunes gens y effectuant (Candol, Boisrouvray) ou devant y effectuer leur service militaire (Sollers).
La revue glisse ensuite vers le structuralisme, sous l'influence de Roland Barthes, puis vers le freudisme et enfin vers le maoïsme. Dès avant mai 1968, la revue s'engage résolument à gauche et manifeste contre l'impérialisme américain, pour une plus grande liberté d'expression en France, etc.
Caractéristique de cette période de maophilie « exacerbée » est la violente hostilité que provoque, dans les années 1970, au sein des milieux maoïstes de la revue, la publication des essais de Simon Leys sur la Chine communiste ; ou inversement l'accueil réservé au livre de Maria-Antonietta Macciocchi, De la Chine, qui a pour conséquence la rupture de la revue avec le Parti communiste français, qui survient en 1972. En 1974, une délégation de Tel Quel, composée de Philippe Sollers, Julia Kristeva, Marcelin Pleynet, François Wahl et Roland Barthes, se rend même en voyage officiel en Chine. À leur retour, ils publient un numéro spécial consacré à la Révolution culturelle dont ils décrivent la « réussite ». Les deux numéros de la revue consacrées à la Chine maoïste connaissent des records de ventes (entre 20 000 et 25 000 exemplaires).
Les années 1976-1982 sont politiquement plus floues. Elles sont marquées en leur milieu par la mort accidentelle de Roland Barthes, survenue en mars 1980.

## Réception
Dominique de Roux écrit, dans Immédiatement, à propos de la revue : « Tel Quel : grimoire solennel, réticule des tournures
mallarméennes, borgésiennes ; plagiat de Pound, emprunt
aux uns, aux autres, jdanovisme pompeux, impossibilité
d’écrire, ramassis de pédants encrassés, de cuistres, de
valets de collège, querelles de lutrins. Ils tiennent le devant
de la scène avec la complaisance d’une critique
universitaire qui craint de ne pas être à la mode. Tel Quel
brandit Artaud et Bataille, Lénine et Mao, comme ces
soldats russes les réveille-matin et les montres. »